# FC 슬루츠크
FC 슬루츠크(벨라루스어: ФК Слуцк, 러시아어: СФК Слуцк)는 민스크 주 슬루츠크를 연고로 하는 벨라루스의 축구 클럽이다. 현재는 벨라루스 프리미어리그에 참가하고 있다.

## 선수 명단

### 현역
- 니키타 빌린킨(2016 ~ 2019, 2021 ~ )
- 바딤 쿠를로비치(2015 ~ 2016, 2024 ~ )
- 세르게이 푸시냐코프(2023 ~ )
- 니키타 멜니코프(2023, 2024 ~ )

### 역대
- 사이토 요스케(2014)